# Sedma
Sedma é um jogo de cartas tcheco de vazas e compra jogado por quatro jogadores em parcerias fixas com um baralho de padrão boêmio de 32 cartas. Os naipes não desempenham nenhum papel neste jogo e não existe uma ordem de classificação das cartas. Uma vaza é ganha pelo último jogador a jogar uma carta do mesmo valor da carta inicial.
Este jogo de cartas dá nome ao 'grupo Sedma', que inclui jogos muito semelhantes, como o finlandês Ristikontra, o iugoslavo Sedmice, o romeno Șeptică, o húngaro Zsírozás (também Zsíros ou Zsír), o bávaro Lusti-Kartl'n, o Schmierer alemão e possivelmente o polonês Hola. Esses jogos foram descritos como membros incomuns da família Ás-Dez, encontrada apenas na Europa Central e Oriental. :268

## Regras básicas para quatro jogadores
| Classificação | 2  | 10 | K | Q (O) | J (U) | 9 | 8 | 7 |
| ------------- | -- | -- | - | ----- | ----- | - | - | - |
| Valor         | 10 | 10 | - | -     | -     | - | - | - |

O jogo é disputado entre 4 jogadores em parcerias fixas, sentados transversalmente. Normalmente, se utiliza um baralho alemão de padrão boêmio de 32 cartas, mas como no Skat e outros jogos jogados com este tipo de baralho, ele pode ser substituído por outros baralhos de naipe alemão ou naipe francês (internacional) como o baralho de Piquet que consiste em 32 cartas classificadas da seguinte forma: Ás, Rei, Dama, Valete, 10, 9, 8 e 7. Os naipes são irrelevantes neste jogo e as cartas não são organizadas numa hierarquia. Os Ases e 10 valem 10 pontos cada, enquanto que todas as outras cartas não têm valor em pontos. Esta programação parece  :257 ser uma simplificação da programação usual nos jogos de cartas Ás-10 usados, por exemplo, por Ristikontra. Juntamente com os 10 pontos ganhos por vencer a última vaza, há 90 pontos em um rodada. O objetivo é conquistar mais da metade deles, ou seja, pelo menos 50 pontos. :257ff  :321  :99
Cada jogador recebe 4 cartas. As cartas restantes formam um monte no qual os jogadores completam suas mãos enquanto ele durar. :99
O primeiro jogador inicia a vaza com qualquer carta na primeira rodada. Os jogadores seguintes podem jogar a carta que quiserem na vaza. O último jogador a jogar uma carta do mesmo valor da carta inicial ganha a vaza, é o primeiro a reabastecer sua mão com cartas compradas e em seguida inicia a próxima vaza. :257ff  :321  :99  As cartas 7 funcionam como curingas, ou seja, elas assumem a classificação da primeira carta da vaza. No entanto, se um 7 iniciar, ele representará apenas um 7.  :257 :99

## Variações
- Dois jogadores podem jogar sem quaisquer outras adaptações.[2] :257ff [3] :321 [4] :99  Para três jogadores, duas cartas 8 podem ser removidas para tornar o número de cartas divisível por três.
- No jogo para quatro jogadores, todas as cartas podem ser usadas, de forma que a mão seja de 8 cartas e não haja monte de compra.  :257 :321
- Uma dupla ganha o dobro se deixar os oponentes "carecas" ao ganhar todos os pontos das cartas (ou todos os 90 pontos no jogo), e ganha o triplo se os deixar "nus" ao vencer todas as vazas.  :258f :100
- Especialmente em um jogo para dois jogadores,  :322 uma vez que todos os jogadores tenham ganho uma vaza, o jogador que jogou a primeira carta pode mantê-la viva por outra rodada. Para fazer isso, o jogador deve jogar outra carta do mesmo valor da primeira carta da vaza (ou um 7). Em um caso extremo, uma única multi-vaza pode durar até que todas as cartas da mão tenham se esgotado, embora ainda possam haver cartas no monte. Os jogadores só completam suas mãos após o término da multi-vaza. As regras diferem quanto ao fato de um jogador poder manter um vaza ativa quando foi iniciada pela sua dupla.  :257f :100
- Os 7 funcionam como trunfos em vez de coringas. Uma vez que uma vaza foi trunfada, ela não pode mais ser ganha por uma carta normal do mesmo valor. Ao jogar com multi-vazas, uma vaza trunfada só pode ser mantida ativa por outra carta 7.  :321
- No jogo de duplas entre quatro jogadores, a comunicação entre parceiros pode ser permitida, desde que consista apenas em uma das seguintes quatro mensagens: "Ganhe a vaza", "Não ganhe", "Manche" (ou seja, jogue um Ás ou 10) ou "Não manche".  :258f :100
- Na Romênia, o valor de ponto das cartas Ás e 10 é 1, não 10. Além disso, não há pontos atribuídos por vencer a última vaza, então um empate de 4X4 é possível.

## Hola
Este jogo é muito semelhante ao Sedma, mas como seu parente mais distante, Ristikontra, é jogado com um baralho francês completo de 52 cartas. Além dos 7, os 2 também são coringas. O sistema multi-vaza é diferente. O jogador que iniciou uma vaza pode sempre decidir 'lutar' iniciando uma outra nova vaza enquanto a antiga ainda está no meio da mesa. Nesse caso, a vaza anterior é mantido em suspenso. Isso pode ser repetido até que os jogadores não tenham mais cartas. A nova vaza é vencida ao jogar a carta do mesmo valor que a recém jogada, mas o vencedor também ganha todas as vazas anteriores que estavam suspensas.:258  :179ff  :101
Cada dupla pontua o número de pontos que foi ganho nela, com um bônus de 80 pontos pelo hola (pelado) numa rodada em que se ganhou todas as vazas. Se a dupla em que está o carteador que fez a maior parte dos pontos (50 ou mais), o carteador permanece o mesmo. Senão o direito de distribuir as cartas passa para o jogador seguinte. O jogo é jogado até 200–500 pontos.:258:179ff:101
Para este jogo também foram descritas algumas variações.
- Se uma das duplas ganhar uma única vaza (possivelmente parte de uma multi-vaza) consistindo em 4 cartas de um mesmo valor, então a dupla adversária é 'queimada', ou seja, sua pontuação total é zerada.
- Não há bônus para Hola. Em vez disso, os oponentes são 'queimados'.
- Dois jogadores podem jogar sem quaisquer adaptações nas regras. Seis podem jogar com duas duplas, sentadas alternadamente. Neste caso, são usados dois baralhos completos.
- Para três jogadores, uma carta 3 pode ser removida para tornar o número de cartas divisível por três.

## História
A palavra Hola é polonês e ucraniano para pelado. O jogo com este nome é jogado entre canadenses-ucranianos, mas acredita-se que seja de origem polaca. Estima-se que data de meados do século XX, um pouco antes do Sedma. :31
Sedma e Șeptică são tchecos e romenos significando sete e pequenos setes, respectivamente (referindo-se aos coringas), e Zsírozás é húngaro para engordar (referindo-se ao jogo de Ases ou Dez em vazas). Esse jogo pode ter se originado na Hungria ou na Polônia e chegou à Tchecoslováquia em meados do século XX :31 ou pode ter vindo da Rússia . Rapidamente se tornou um dos jogos mais populares do país, junto com a variante Prší do Oito Maluco e um jogo chamado Žolík